# Allium arlgirdense
Allium arlgirdense är en amaryllisväxtart som beskrevs av Ralph Anthony Blakelock. Allium arlgirdense ingår i släktet lökar, och familjen amaryllisväxter. Inga underarter finns listade i Catalogue of Life.